# Филиппа Английская
Филиппа Английская (англ. Philippa of England, англ. Philippa of Lancaster, дат. Philippa af England, норв. Filippa av England , швед. Filippa av England; 5 июня 1394, Питерборо, Нортгемптоншир — 7 января 1430, Вадстена, Линчёпинг) — дочь Генриха IV, короля Англии, и его первой жены Марии де Богун, младшая сестра Генриха V, жена Эрика Померанского, короля Дании, Швеции и Норвегии. Филиппа фактически была правителем Швеции с 1420 года до своей смерти и регентом Дании и Норвегии с 1423 по 1425 год.

## Биография

### Ранние годы и брак
Филиппа родилась в семье Генриха IV и его первой жены Марии де Богун в Питерборо. В 1401 году королева Дании Маргарита вступила в перевоговоры с Генрихом о возможности заключения двойного союза Англии с Кальмарской унией. Этот союз должен был закрепить брак Генриха, наследника английского трона, и Катерины Померанской, сестры наследника трона Дании. Маргарита не согласилась на данное условие и предложила вместо этого брак Филиппы и Эрика. В 1405 году Филиппа была обручена с Эриком и формально объявлена королевой Дании.
26 октября 1406 года состоялась свадьба Эрика и 13-летней Филиппы в Лундском соборе. На невесте была белая шёлковая туника с плащом, отороченном мехом белки и горностая. Полагают, что это наиболее ранний документированный случай, когда в средние века невеста была облачена в особое, специально предназначенное для свадебной церемонии, белое одеяние. Первый год брака молодая пара провела в Кальмаре. Филиппа получила большую часть Швеции в качестве свадебного подарка со стороны жениха. Почти всё время своего царствования она так и прожила в Швеции. Также было решено, что свои личные феоды Филиппа может получить только в одном из трех королевств, а именно в Швеции. Её фрейлиной стала Катарина Кнудсдоттер, внучка Бригитты Шведской и дочь Марты Ульфсдоттер, фрейлина королевы Маргариты. Филиппа оказывала покровительство Вадстенскому монастырю и была там частым гостем.
У пары за всё время брака появился на свет только один мертворожденный ребёнок в 1429 году.

### Регентство
Эрик часто находился в разъездах в других странах. Когда его не было в стране, Филиппа выступала регентом. В Швеции, где она проводила почти все своё время, Филиппа стала фактическим правителем даже тогда, когда король находился в стране. Очевидно, Эрик испытывал к ней большое доверие. 
Во время пребывания мужа за рубежом в 1423—1425 годах Филиппа была регентом трёх королевств Кальмарской унии. 8 октября 1423 года она заключила договора о валидности монет с некоторыми членами Ганзейской лиги (Любек, Гамбург, Люнебург и Висмар). Согласно договору монеты из этих регионов, равные по значению, считались равноценными.

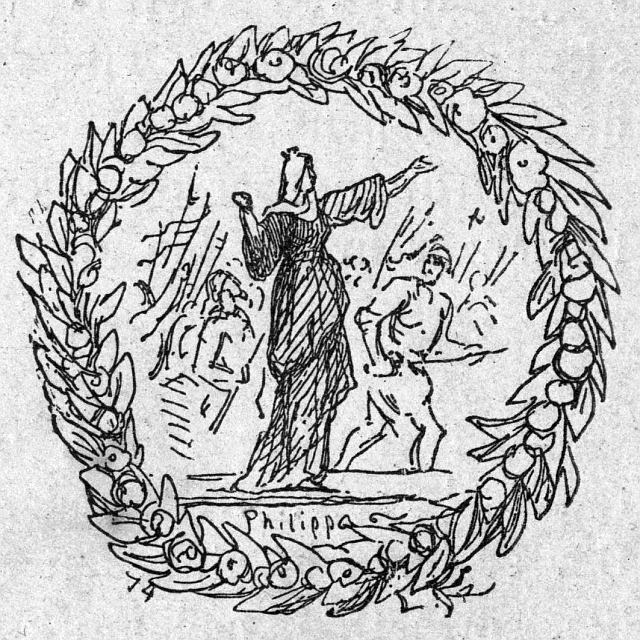
Королева Филиппа командует обороной Копенгагена. Иллюстрация «Альбома крестного» Г. Х. Андресона, Lorenz Frølich, 1868

В 1426 году Филиппа нашла союзника для Дании в лице Швеции в войне с Ганзой, а также организовала защиту Швецией Копенгагена от нападения Ганзейской лиги. В 1428 году Филиппа успешно руководила обороной Копенгагена. Её героический поступок впоследствии был описан Гансом Христианом Андерсом в «Альбоме крестного» (1868).

### Смерть
Королева Филиппа умерла 5 января 1430 года, находясь в Швеции на дипломатической миссии, и была захоронена в соборе Ведского монастыря, которому она покровительствовала в течение всего своего правления. После её смерти Эрик женился в том же году на своей фаворитке Сесилии, фрейлине Филиппы.
Филиппу описывали как единственную представительницу королевской семьи, которую любили не только её подданные, но и за пределом трёх королевств. Филиппа была любима жителями Копенгагена за борьбу и защиту города против Ганзы. Она также помогала бедным жителям города, вдовам и сиротам.
Жители Копенгагена, куда Эрик перенес свой двор, осуждали Эрика за брак на фрейлине любимой королевы. Вероятно, что инцидент, произошедший между Олафом Акселем Тодом и Сесилией, выражал общее недовольство новой женой короля или же является переосмыслением бегства Эрика из Копенгагена в 1439 году.

## В кинематографе
- В фильме «Король» 2019 года Филиппу сыграла Томасин Маккензи, в фильме «Маргарита — королева Севера» (2021) — Диана Мартинова.